# La Higuera (Albacete)
La Higuera es una localidad española del municipio de Corral-Rubio, perteneciente a la provincia de Albacete, en la comunidad autónoma de Castilla-La Mancha.

## Historia
Hacia mediados del siglo XIX, el lugar, ya por entonces perteneciente a Corral-Rubio, tenía contabilizadas 6 casas. Aparece descrito en el noveno volumen del Diccionario geográfico-estadístico-histórico de España y sus posesiones de Ultramar de Pascual Madoz de la siguiente manera:

HIGUERA: ald. en la prov. de Albacete, part. jud. de Chinchilla, térm. jurisd. de Corral-Rubio. sit. al S. de esta v. á la dist. de 5/4 de leg., tiene 6 casas y una abundante fuente que siempre ha servido de abrevadero de ganados.
(Madoz, 1847, p. 195)

En 2022, la entidad singular de población tenía empadronados 21 habitantes y el núcleo de población 20 habitantes.